# Chirirbandar Upazila
Chirirbandar Upazila är ett underdistrikt i Bangladesh. Det ligger i den nordvästra delen av landet, 270 km nordväst om huvudstaden Dhaka.
Trakten runt Chirirbandar Upazila består till största delen av jordbruksmark. Runt Chirirbandar Upazila är det tätbefolkat, med 947 invånare per kvadratkilometer.